# José Bento dos Santos
José Manuel Bento dos Santos (Portugal, 1947) é um engenheiro, vitivinicultor e gastrónomo português. 
Duma família de comerciantes, Bento dos Santos licenciou-se em Engenharia Químico-Industrial, pelo Instituto Superior Técnico da Universidade Técnica de Lisboa, em 1970. Estudava ainda quando serviu a selecção nacional de râguebi, como treinador, entre 1967 e 1968. 
Iniciou a sua carreira profissional na CUF, depois de estagiar numa fábrica de cerveja na Noruega. Foi chefe de produção do sector da metalurgia do cobre da CUF, de onde passou a director de marketing da área de metais. Em 1981, com Eduardo Catroga, foi um dos fundadores da Quimimbro, broker internacional de metais. 
Em 1990 deu início a um ambicioso projecto vitivinícola, na Quinta do Monte d'Oiro, em Alenquer. Desde a primeira colheita, em 1997, tem produzido vinhos de prestígio, que conquistaram a crítica, dentro e fora de Portugal. Por causa da sua ligação ao vinho, dirigiu o Seminário «O Sentido do Gosto», destinado aos estudantes de Engenharia Civil e Arquitectura do IST; publicou o livro Subtilezas Gastronómicas – receitas à volta de um vinho (Assírio & Alvim, 2005) e apresentou duas séries televisivas,Segredos do Vinho (SIC, 2004) e O Sentido do Gosto (RTP, 2007). 
Bento dos Santos é ou foi, ainda, presidente da Academia Internacional de Gastronomia, conselheiro gastronómico da Chaîne des Rôtisseurs, cavaleiro da Confraria do Vinho do Porto, membro da Académie des Psycologues du Goût, chevalier des Entonneurs Rabelaisiens e chevalier du Tastevin.